# Ukraińskie Wolne Kozactwo
Ukraińskie Wolne Kozactwo (ukr. Українське Вільне Козацтво, UWK) – emigracyjna paramilitarna organizacja społeczna ukraińskich Kozaków, działająca od 1923 r., kontynuująca tradycje Wolnego Kozactwa.
W 1923 r. w Monachium ataman Iwan Połtawec-Ostrianica utworzył paramilitarne Ukraińskie Narodowe Towarzystwo Kozackie. Jego zadaniem było prowadzenie działalności w kierunku odzyskania przez Ukrainę niezależności. Odwoływano się do okresu hetmanatu Pawło Skoropadskiego. Przyszłe państwo ukraińskie miało być wojskową dyktaturą z ograniczonymi swobodami obywatelskimi, podporządkowanymi interesom narodowym. Do 1924 r. wydawano ilustrowany miesięcznik „Український козак”. W 1925 r. Ukraińskie Narodowe Towarzystwo Kozackie zostało przekształcone w Ukraińskie Wolne Kozactwo. Jego oddziały istniały w różnych państwach europejskich (m.in. w Polsce pod kierownictwem gen. chor. Iwana Birczaka-Wołoszyna) i Kanadzie, a nawet we francuskim Maroku. Liczebność Wolnych Kozaków osiągnęła ok. 40 tys. ludzi. Ich działalność wspierał ich patron hetman P. Skoropadski, a także Rząd URL na wychodźstwie. 1 lipca 1926 r., po śmierci Symona Petlury, wydano uniwersał do ukraińskiego narodu kozackiego podpisany przez atamana I. Połtawca-Ostrianicę.
Podczas II wojny światowej Wolni Kozacy podjęli współpracę z Niemcami. Początkowo ataman I. Połtawec-Ostrianica wystąpił do władz III Rzeszy z wnioskiem o uznanie niezawisłości Ukrainy, ale został on odrzucony. Niemcy nie zgodzili się nawet na autonomię. W 1942 r. została sformowana ochotnicza formacja zbrojna Wolnych Kozaków, na czele której stanął ataman gen. Mychajło Omelianowycz-Pawlenko. W jej skład wchodziły oddziały wojskowe, walczące u boku Niemców z partyzantami i Armią Czerwoną na okupowanych obszarach Ukrainy, a następnie na terytorium III Rzeszy i innych okupowanych krajów. Pod koniec wojny 700-osobowy kureń Wolnych Kozaków pod dowództwem płk. Pawło Tereszczenki, atamana Ukraińskiego Wolnego Kozactwa od 1944 r., wszedł w skład Ukraińskiej Armii Narodowej gen. Pawło Szandruka.
Po zakończeniu wojny działalność Wolnych Kozaków, na czele których stanął gen. P. Szandruk, była prowadzona początkowo w obozach dla dipisów na terytorium zachodnich Niemiec i Austrii. Od 1947 r. wydawano nieregularnie biuletyn „Вільне Козацтво” (w latach 1968–1980 jako kwartalnik). W kolejnych latach ośrodki organizacji zostały odtworzone w różnych państwach Europy. W 1960 r. z inicjatywy atamana gen. Iwana Capki pierwsza stanica Wolnych Kozaków powstała w USA. Do pocz. lat 80. ich działalność objęła też Australię, Kanadę i Brazylię (ogółem istniały 52 stanice). Oddziały nazywane są kureniami lub pałankami. Od 2007 r. Wolni Kozacy działają też na Ukrainie. Ich przedstawicielem w ojczyźnie jest gen. płk Anatolij Gryw.
Na czele Ukraińskiego Wolnego Kozactwa stoi Wielka Rada Kozacka. W 1969 r. zatwierdziła ona statut organizacji, który określił jej cele:
- tworzenie kadr kozactwa na zasadach z okresu hetmanatu lat 1917–1918,
- propagowanie idei niezawisłości ukraińskiej państwowości i tradycji kozackich,
- organizowanie spośród członków organizacji struktur organizacyjnych służących narodowi ukraińskiemu,
- obrona Ukrainy i ukraińskiego ruchu wyzwoleńczego na emigracji.

Wolni Kozacy mają swoje odznaczenie, którym jest Order Iwana Mazepy.

## Atamani UWK
- Iwan Połtawec-Ostrianica (1923-1932)
- Iwan Birczak-Wołoczyn (1932-1942)
- Mychajło Omelianowycz-Pawlenko (1942-1944)
- Petro Tereszczenko (1944-1945)
- Iwan Capko
- W. Diaczenko
- A. Kuszczyńskyj
- P. Korszun-Fedorenko
- M. Kowalskyj (od 1980)